# Villa Doria d'Angri
La villa Doria d'Angri est une bâtisse historico-artistique de Naples, située dans le quartier collinaire de Pausilippe. 
Aujourd'hui, la villa abrite l'université de Naples - Parthénope

## Histoire
Il s'agit de la plus importante villa néo-classique de la zone : commandée par le prince Marcantonio Doria d'Angri (1809 - 1837), membre éminent de la famille d'origine génoise, l'œuvre a été achevée en 1833 ; elle fut construite par l'architecte Bartolomeo Grasso (1773 - 1835). 
La structure semble sortir du rocher; en fait, elle a été spécifiquement conçue sur un grand banc de tuf, avec lequel il semble former un seul corps architectural. Le projet original, aujourd'hui légèrement modifié par des ajouts et remaniements ultérieurs, prévoyait une architecture à deux étages sur une base élevée avec trois rangées d'arcades en stuc. Le dernier élément technique supporte la large terrasse qui entoure l’ensemble de la structure et sur laquelle se trouve une loggia à quatre colonnes ioniques. Les terrasses latérales étaient des jardins suspendus avec des jeux d’eau et des fontaines, les extérieurs continuaient le long des rampes qui montaient sur la colline, formant ainsi des jardins des délices, beaux et riches de fleurs et de plantes de haute qualité. 
Les espaces intérieurs ont été aménagés par Guglielmo Bechi, qui a réalisé des décorations originales en motifs pompéiens, mais également des miroirs, des majoliques, des stucs, etc. 
La structure monumentale possède également une précieuse pagode octogonale construite par Antonio Francesconi (1806 - 1882) et une chapelle riche de statues. 

## Galerie de photos

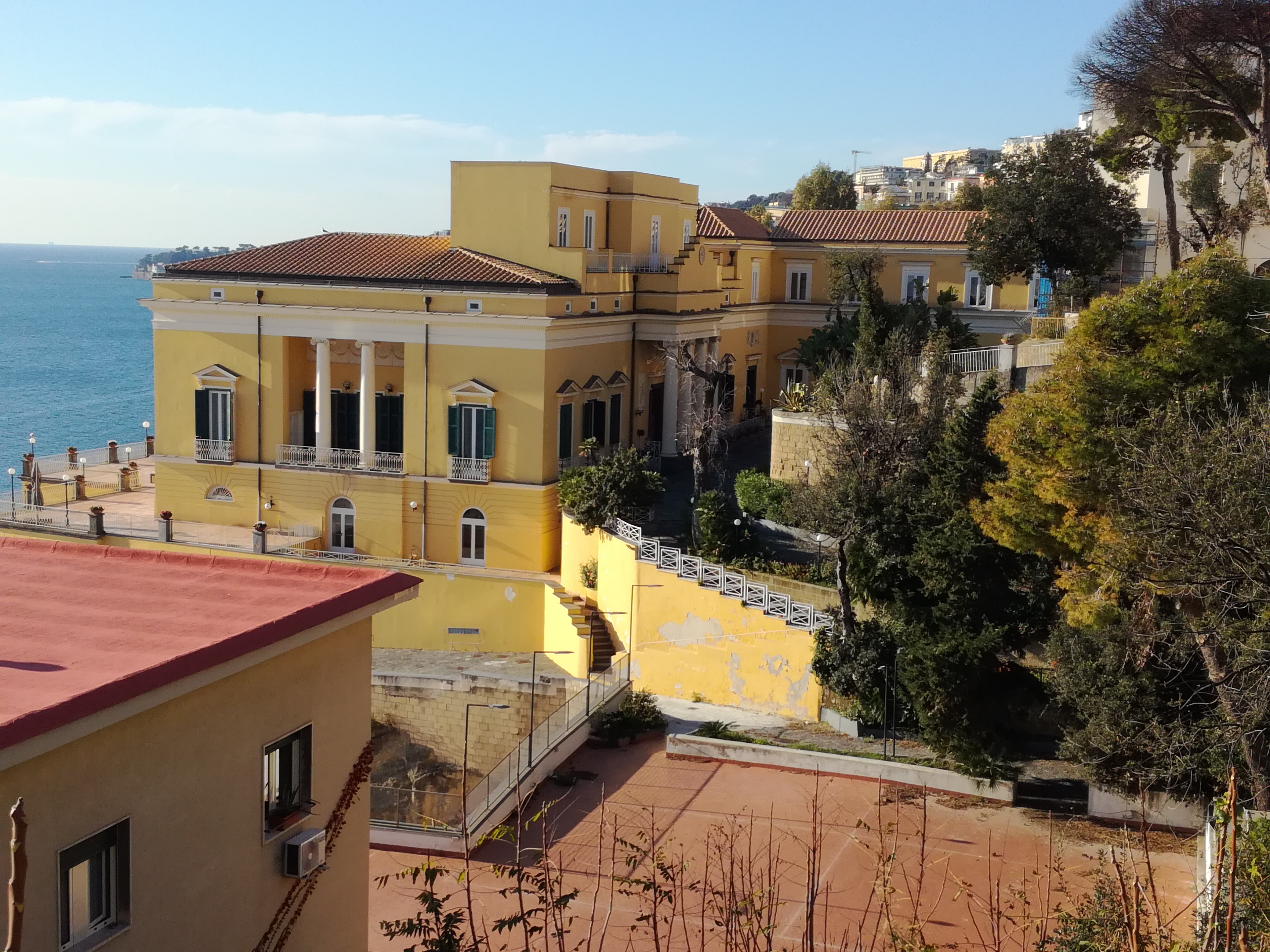
Vue latérale de via Orazio
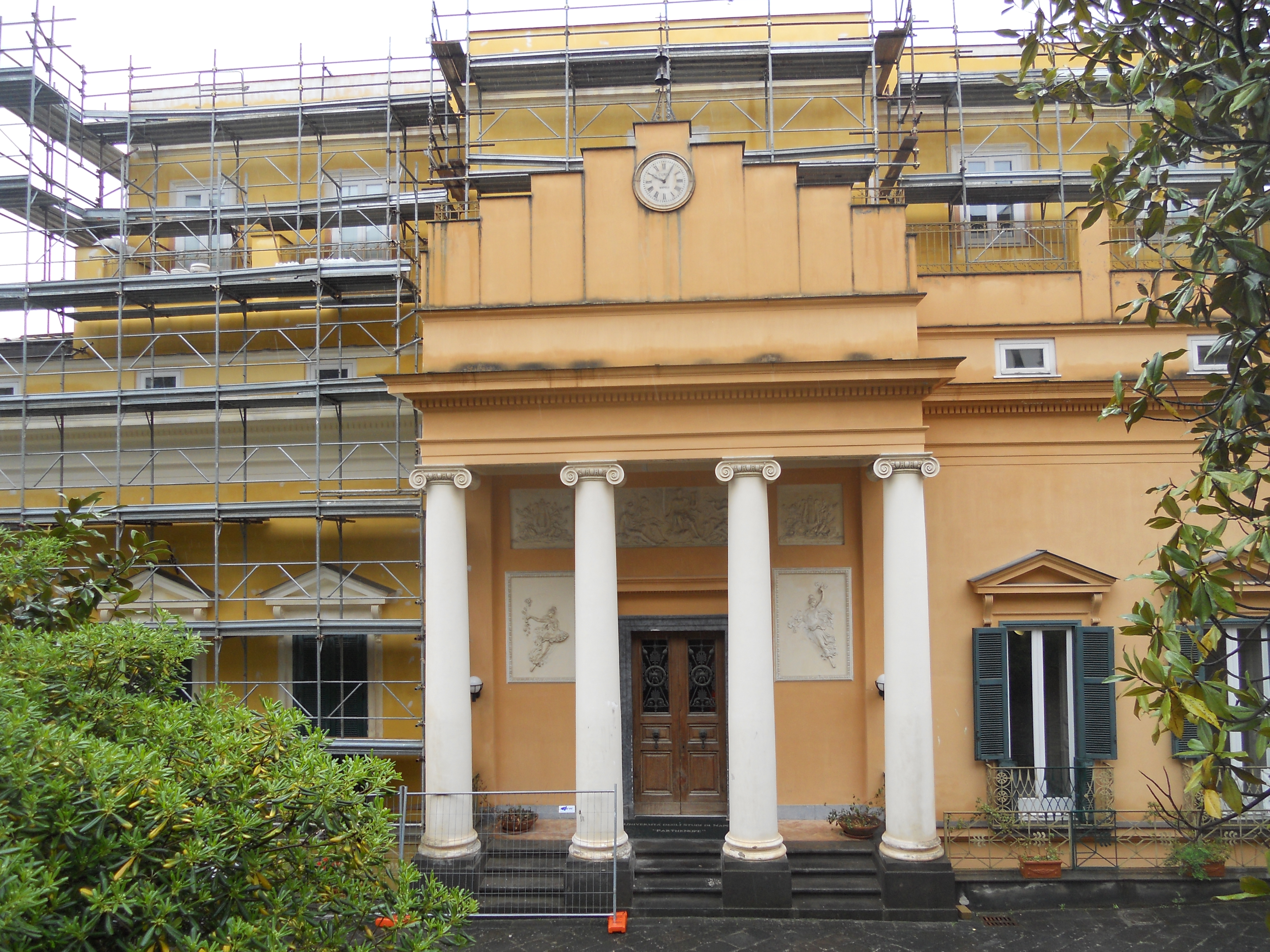
Entrée
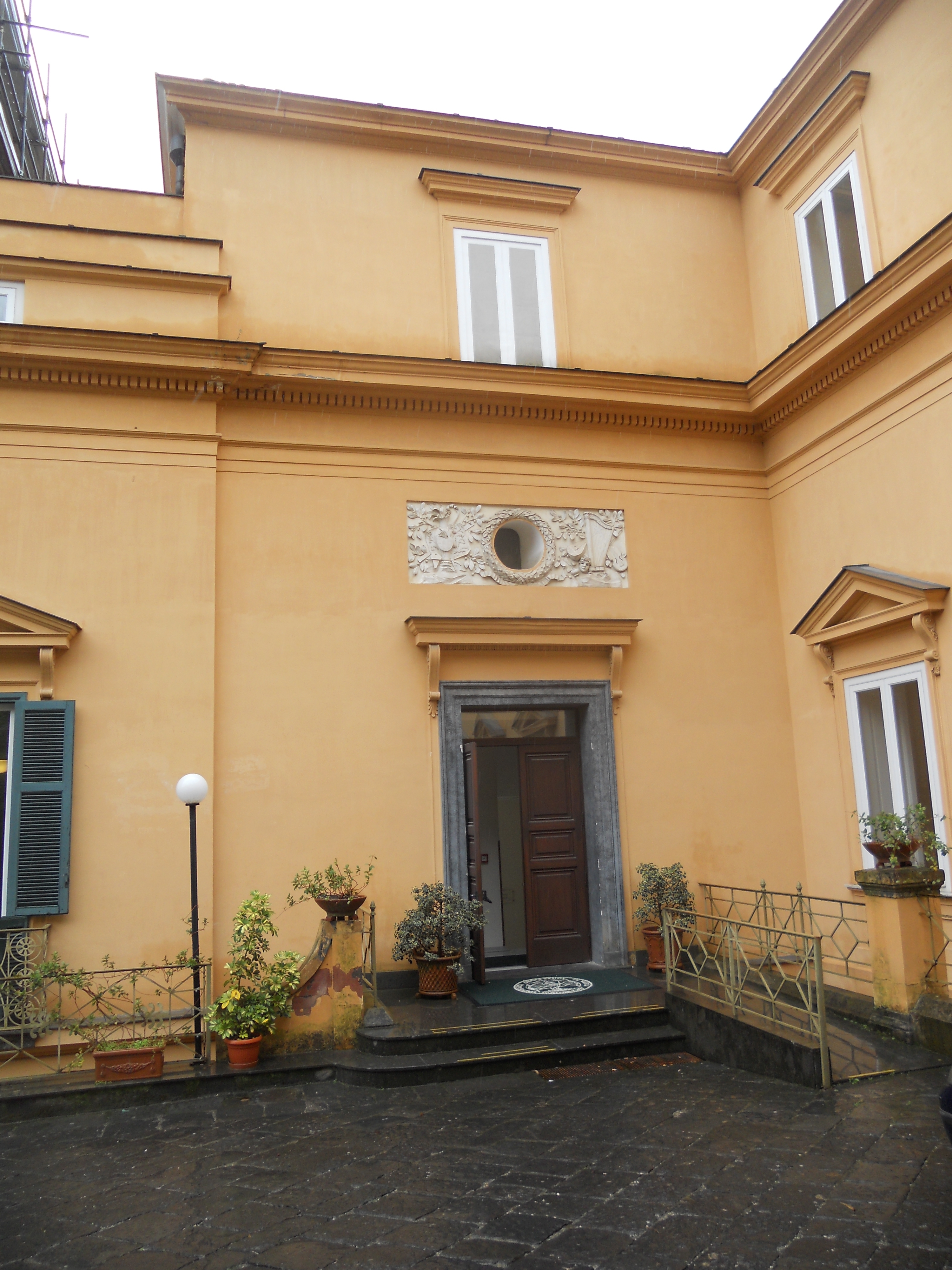
Entrée secondaire
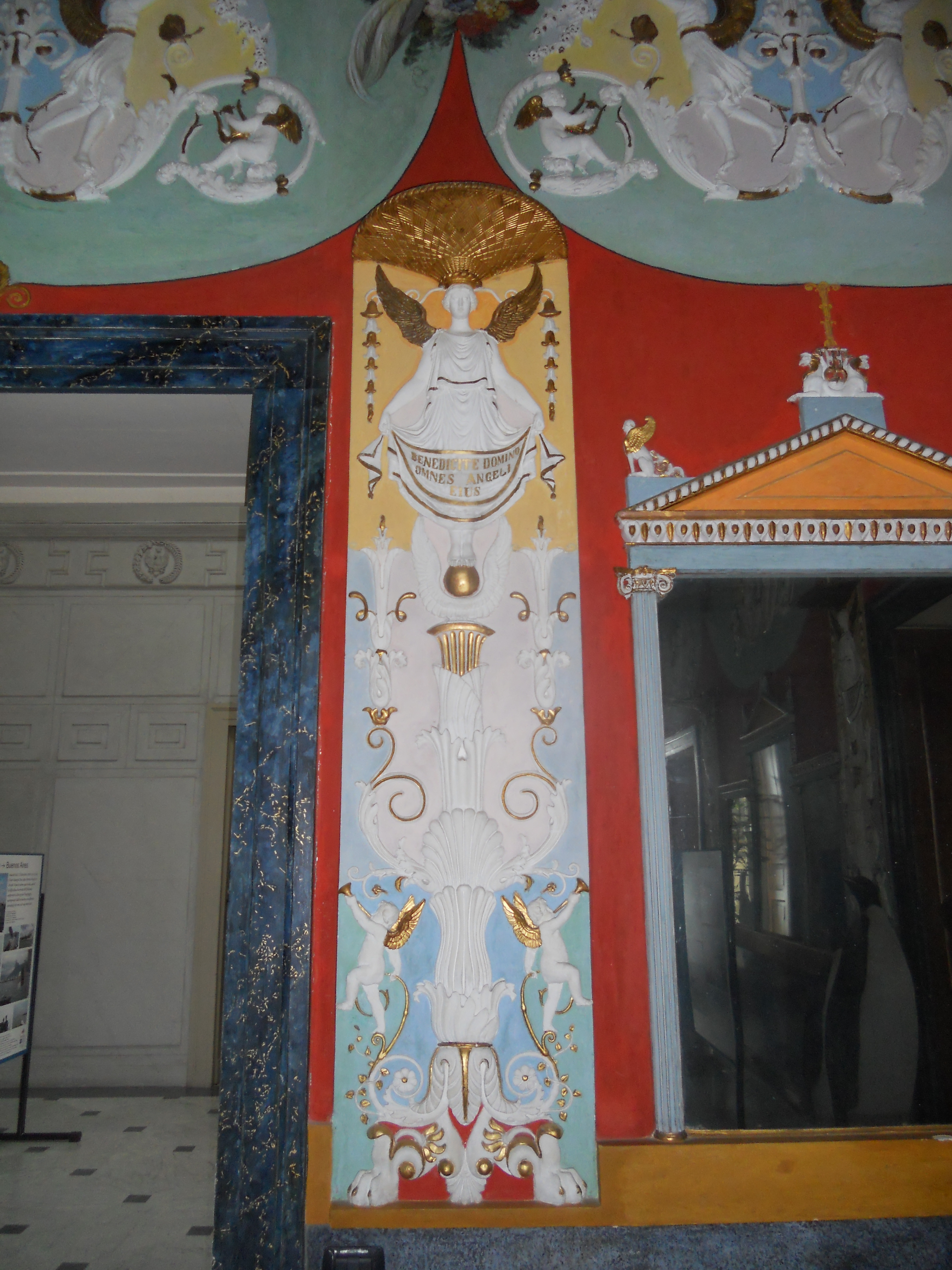
Fresques intérieures
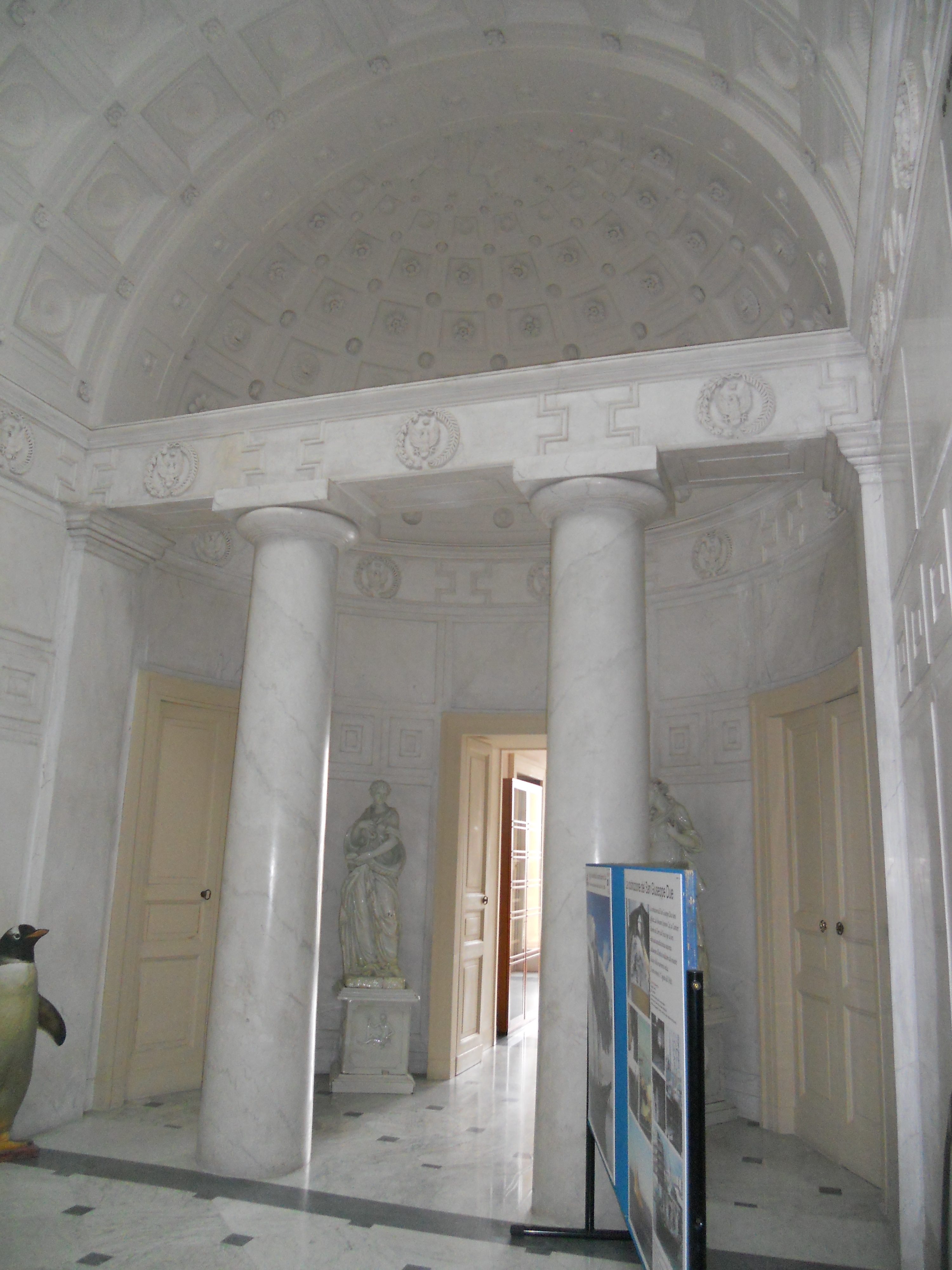
Colonnes de marbre
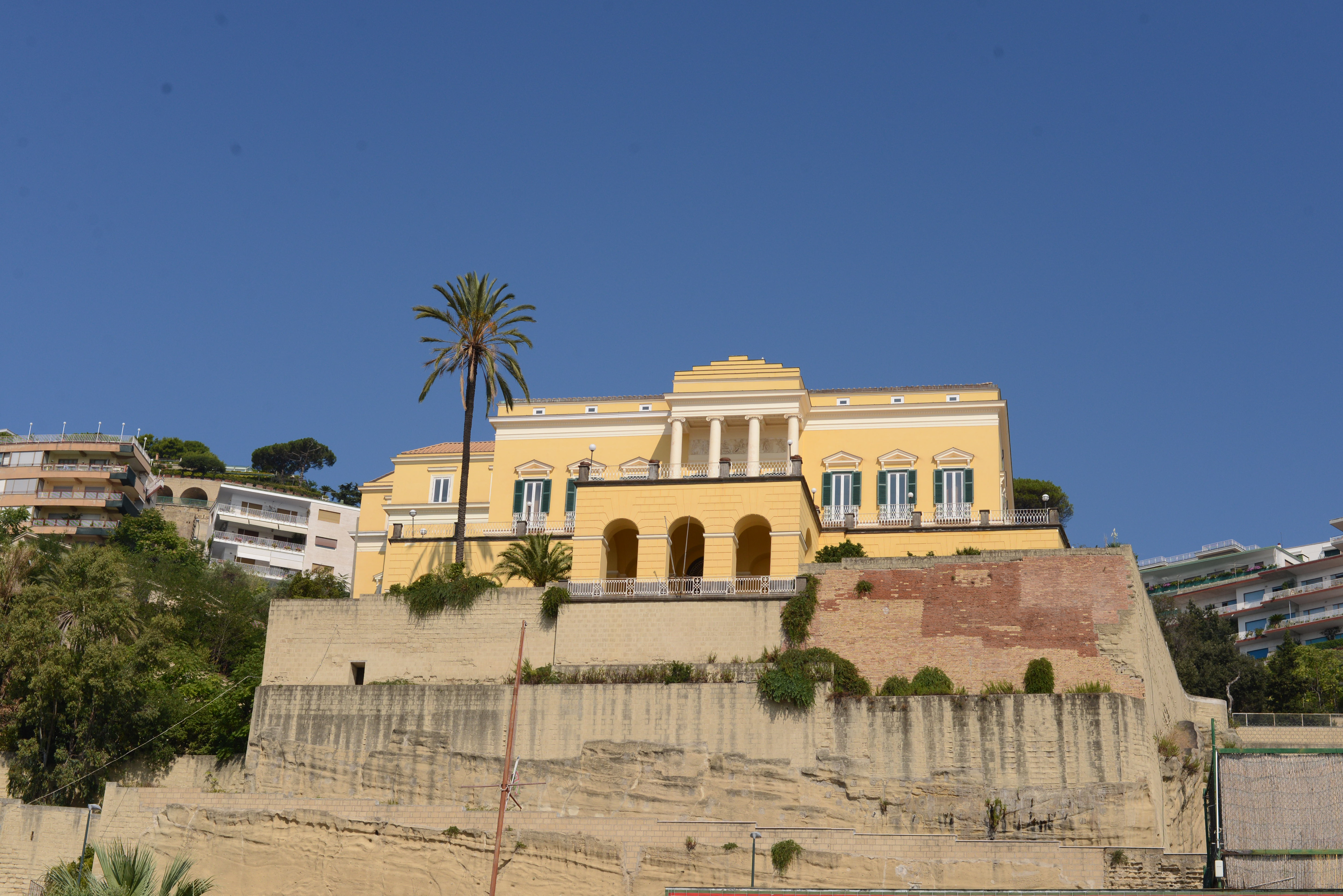
Détail de l'extérieur et de l'affleurement rocheux spécialement formé pour la villa